# Pilidiostigma tetramerum
Pilidiostigma tetramerum är en myrtenväxtart som beskrevs av Lindsay Stewart Smith. Pilidiostigma tetramerum ingår i släktet Pilidiostigma och familjen myrtenväxter. Inga underarter finns listade i Catalogue of Life.